# Вдали от обезумевшей толпы
«Вдали от обезумевшей толпы»   (англ.  Far from the Madding Crowd ) —  четвёртый роман Томаса Харди и его первый крупный литературный успех. Впервые публиковался анонимно в виде ежемесячника в журнале Cornhill Magazine, в своё время пользовался широким успехом у читательской аудитории.
Действие романа происходит в  Уэссексе в сельской местности на юго-западе Англии. Он посвящён темам любви, чести и предательства на фоне, который кажется идиллическим, однако в действительности представляет собой суровые реалии фермерского сообщества Викторианской Англии. В нём рассказывается о жизни и отношениях Батшебы Эвердин с ее соседом Уильямом Болдвудом, верным пастухом Габриэлем Оуком и беззаботным  сержантом Троем.

## Экранизации
- «Вдали от обезумевшей толпы» (1915), режиссер Лоуренс Тримбл, Флоренс Тернер и Генри Эдвардс в главных ролях.
- «Вдали от обезумевшей толпы» (1967), режиссер Джон Шлезингер, с Джули Кристи в роли Батшебы Эвердин, Теренсом Стэмпом в роли сержанта Троя, Питером Финчем в роли мистера Болдвуда и Аланом Бейтсом в роли фермера Оука.
- В«дали от обезумевшей толпы» (1998), британская телевизионная адаптация ITV режиссера Николаса Рентона с Паломой Баэзой, Натаниелем Паркером, Джонатаном Фёртом и Найджелом Терри в главных ролях.
- «Вдали от обезумевшей толпы» (2015), режиссер Томас Винтерберг, сценарий Дэвида Николлса, с Кэри Маллиган в роли Батшебы Эвердин, Маттиас Схунартс в роли фермера Оука, Майкл Шин в роли мистера Болдвуда, Том Старридж в роли сержанта Троя и Джуно Темпл в роли Фанни Робин.